# Сосновка (Калтасинский район)
Сосновка (баш. Сосновка) — село в Калтасинском районе Республики Башкортостан Российской Федерации. Входит в состав Новокильбахтинского сельсовета. 

## География

### Географическое положение
Расстояние до:
- районного центра (Калтасы): 47 км,
- центра сельсовета (Новокильбахтино): 15 км,
- ближайшей ж/д станции (Янаул): 43 км.

## Население
| 2002 | 2009 | 2010 |
| ---- | ---- | ---- |
| 5    | ↘4   | ↘0   |

Национальный состав
Согласно переписи 2002 года, преобладающая национальность — русские (100 %).